# Vídua negra
Les vídues negres són aranyes que pertanyen al gènere Latrodectus de la família Theridiidae, format, a hores d'ara, per 32 espècies confirmades i tres taxonòmicament dubtoses (desembre 2019).
Deuen al seu nom al fet que, de vegades, la femella es menja el mascle després de l'aparellament. De fet, els mascles potser fertilitzin diverses femelles. El verí de les femelles de la vídua negra —els mascles poques vegades piquen— és particularment nociu per als humans, ja que conté una potent neurotoxina anomenada alfa-latrotoxina.
Les aranyes del gènere Steatoda (de la mateixa família Theridiidae) s'anomenen falses vídues negres i són menys perilloses.
Són de distribució cosmopolita (excepte l'Antàrtida). Com a conseqüència de l'activitat humana, al llarg de les darreres dècades diverses espècies del gènere han aconseguit una considerable expansió geogràfica.
Construeixen una teranyina irregular, la resistència de la fibra de la qual sovint es compara amb la d'altres aranyes.

## Espècies deLatrodectus

### L'Amèrica del Nord

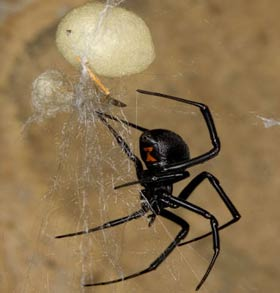
Latrodectus hesperus amb el sac d'ous

- Latrodectus bishopi (red widow), Florida, EUA.[13]
- Latrodectus geometricus,
- Latrodectus hesperus, zones desèrtiques dels EUA.[14]
- Latrodectus mactans.[15]
- Latrodectus variolus.[16]

### L'Amèrica Central i l'Amèrica del Sud
- Latrodectus antheratus, Paraguai, Argentina
- Latrodectus apicalis, illes Galápagos.[17]
- Latrodectus corallinus, Argentina.[18]
- Latrodectus curacaviensis, Antilles,
- Latrodectus diaguita, Argentina.[19]
- Latrodectus mirabilis, Argentina, el Brasil.[20]
- Latrodectus quartus, Argentina
- Latrodectus variegatus, Xile i Argentina

### Europa, l'Àfrica del nord, l'Orient Mitjà i l'Àsia occidental
- Latrodectus dahli, Àsia.[21]

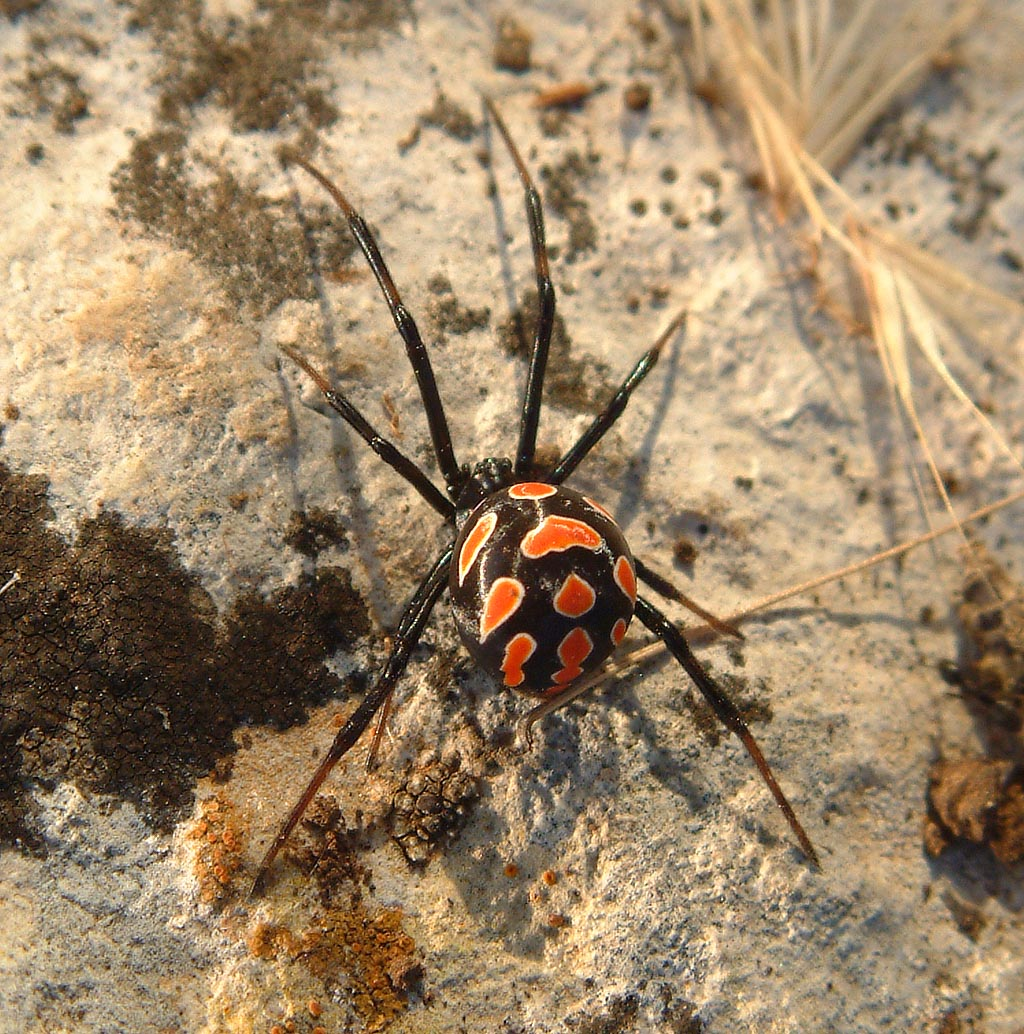
L. tredecimguttatus, femella

- Latrodectus hystrix, Iemen, Socotra.[22]
- Latrodectus lilianae, Península Ibèrica
- Latrodectus pallidus, estepes del sud de Rússia, Israel, Egipte.[23]
- Latrodectus revivensis, Israel.[24]
- Latrodectus tredecimguttatus, Mediterrània i Àsia o L. lugubris.

### Subsaharianes i Madagascar
- Latrodectus cinctus, Àfrica meridional, Cap Verd, Libèria.[25]
- Latrodectus indistinctus.[26]
- Latrodectus karrooensis, Àfrica meridional.[27]
- Latrodectus menavodi, Madagascar
- Latrodectus obscurior, Madagascar, Cap Verd.[28]
- Latrodectus renivulvatus, Sud-àfrica.[29]
- Latrodectus rhodesiensis, Zimbàbue.[30]

### Àsia
- Latrodectus elegans, Xina, Myanmar, Japó, Índia.[31]
- Latrodectus erythromelas, Sri Lanka, Índia.[32]

### Austràlia i Oceania
- Latrodectus hasseltii, Austràlia, Nova Zelanda, Japó (espècie invasora).[33]

- Latrodectus katipo, Nova Zelanda.[34]

### Cosmopolites
- Latrodectus geometricus,